# Gongylidium gebhardti
Gongylidium gebhardti är en spindelart som beskrevs av Gábor von Kolosváry 1934. Gongylidium gebhardti ingår i släktet Gongylidium och familjen täckvävarspindlar.
Artens utbredningsområde är Ungern. Inga underarter finns listade i Catalogue of Life.